# Walnut (Illinois)
Walnut es una villa ubicada en el condado de Bureau en el estado estadounidense de Illinois. En el Censo de 2010 tenía una población de 1416 habitantes y una densidad poblacional de 662,69 personas por km².

## Geografía
Walnut se encuentra ubicada en las coordenadas 41°33′25″N 89°35′27″O / 41.55694, -89.59083. Según la Oficina del Censo de los Estados Unidos, Walnut tiene una superficie total de 2.14 km², de la cual 2.14 km² corresponden a tierra firme y (0%) 0 km² es agua.

## Demografía
Según el censo de 2010, había 1416 personas residiendo en Walnut. La densidad de población era de 662,69 hab./km². De los 1416 habitantes, Walnut estaba compuesto por el 97.88% blancos, el 0% eran afroamericanos, el 0.21% eran amerindios, el 0.56% eran asiáticos, el 0% eran isleños del Pacífico, el 0.07% eran de otras razas y el 1.27% pertenecían a dos o más razas. Del total de la población el 2.12% eran hispanos o latinos de cualquier raza.